# 황금의 바람
《황금의 바람》은 아라키 히로히코의 일본 만화 《죠죠의 기묘한 모험》의 5부이다. 슈에이샤의 〈주간 소년 점프〉에서 1995년 12월 11일부터 1999년 4월 5일까지 연재됐으며 단행본으로 총 17권으로 엮여 출판됐다. 연재 당시 제목은 《죠죠의 기묘한 모험 제5부: 죠르노 죠바나 (황금의 유산)》이었다. 《다이아몬드는 부서지지 않는다》의 후속편으로 이후 《스톤 오션》으로 이어졌다.
배경은 2001년 이탈리아로 주인공은 오래 전 사망한 악당 디오 브란도의 서자 죠르노 죠바나이다. 고향을 위해 지역 최고의 마피아가 된다는 목표를 가진 죠바나가 자신의 스탠드 능력 '골드 익스피리언스'를 활용해 일행과 함께 모험을 하는 이야기를 그렸다.
데이비드 프로덕션이 제작한 텔레비전 애니메이션판 《죠죠의 기묘한 모험: 황금의 바람》이 일본에서 2018년 10월부터 2019년 7월까지 방영됐다.

## 관련 매체
2002년에 5부에 기반한 비디오 게임이 플레이스테이션 2 플랫폼으로 출시됐다.

## 참조

### 주해
1. ↑  일본어: 黄金の風, 영어: Golden Wind
2. ↑  일본어: ジョジョの奇妙な冒険 第5部 ジョルノ・ジョバァーナ【黄金なる遺産】